# Takuro Kaneko
Takuro Kaneko (金子 拓郎 Kaneko Takuro?), född 30 juli 1997 i Saitama prefektur, är en japansk fotbollsspelare.
Kaneko började sin karriär 2019 i Hokkaido Consadole Sapporo.